# Gorgosaurus
Gorgosaurus (/ˌɡɔːrɡəˈsɔːrəs/ GOR-go-SOR-əs) là một chi khủng long chân thú thuộc họ Tyrannosauridae sống vào thời kỳ Creta muộn tại nơi ngày nay là miền tây Bắc Mỹ, khoảng từ 76,6 tới 75,1 triệu năm trước. Hóa thạch được phát hiện ở Alberta của Canada và lẽ cả Montana của Hoa Kỳ. Loài điển hình (và loài duy nhất được công nhận) là G. libratus.
Gorgosaurus nhỏ hơn Tyrannosaurus và Tarbosaurus, kích thước ngang tầm Albertosaurus và Daspletosaurus. Con trưởng thành đạt 8 đến 9 m (26 đến 30 ft) từ mõm tới mút đuôi.